# UNESCOs konvention om kulturel mangfoldighed
UNESCOs konvention om beskyttelse og fremme af de kulturelle udtryksformers mangfoldighed (engelsk: Convention on the Protection and Promotion of the Diversity of Cultural Expressions) der blev vedtaget i 2005 og trådte i kraft i 2007, er en juridisk bindende international aftale, der sikrer at kunstnere, mennesker der arbejder med kultur og borgere i hele verden får mulighed for at skabe, producere, formidle og nyde en bred vifte af kulturelle varer, tjenesteydelser og aktiviteter – herunder deres egen. 
Konventionen er udarbejdet af UNESCO og er underskrevet af 118 lande (per august 2011). Den signalerer over for det internationale samfund, at kunst, kultur og kulturel mangfoldighed er vigtige emner. Konventionen fremhæver bl.a. den betydning, kulturen og kulturpolitikken har og pointerer de rettigheder, pligter og muligheder de forskellige landes regeringer har i forbindelse med fremme og beskyttelse af kulturel mangfoldighed. Den understreger, at alle lande har ret til at føre en national kulturpolitik. 

## Formål
Konventionen har til formål at beskytte og fremme de mangfoldige aspekter der findes inden for kultur og kunstnerisk udtryk. Ud fra en kritisk gennemgang af begreber og antagelser og politisk-orienterede anbefalinger har de rådgivende eksperter forsøgt at løse disse aspekter om emner som identitet, dialog, sprogets fremtid, interkultural uddannelse, mediepluralismen, kulturelle industrier, erhvervslivet, lokalkendskab, biodiversitet, bæredygtig udvikling, regeringsførelse og menneskerettigheder. Udover at forsøge at fremme udviklingen af kulturelle politikker er hensigten med konventionen også at forsøge at forbedre de kulturelle udvekslinger på internationalt plan. 

## Baggrund
Konventionen blev vedtaget på baggrund af en erkendelse af, at de kulturelle varer, serviceydelser og aktiviteter ikke blot bør betragtes som varer og forbrugsgoder, men som noget, der har betydelig økonomisk værdi og som er en væsentlig del af menneskehedens fælles ejendom og arvegods. Og en erkendelse af at kultur ikke længere bør ses som et biprodukt af udviklingen, men som en grundlæggende kilde til en bæredygtig udvikling. Kulturel mangfoldighed anses som noget der kan medføre øget tolerance, solidaritet, demokrati, social bevidsthed, fred og sikkerhed. 
Ved igangsættelsen af udarbejdelsen af konventionen var der for første gang skabt en bred international enighed om at udarbejde retningslinjer for fremme af kulturel mangfoldighed.
Kulturel mangfoldighed havde været et højt profileret emne, i den internationale debat, siden 1998 hvor en række institutioner og organer har beskæftiget sig med emnet siden. F.eks. blev kulturel mangfoldighed diskuteret blandt de deltagende ved G8-topmødet i Okinawa fra den 21. til 23. juli 2000, Europarådet besluttede sig for at vedtage erklæringen om kulturel mangfoldighed den 7. december 2000, UNESCO vedtog en verdenserklæring og en handlingsplan om kulturel mangfoldighed den 2. november 2001, som Det Europæiske Fællesskab og dets medlemsstater også blev en del af, da de valgte at tilslutte sig Unescos erklæring. 
FN og Den Internationale Telekommunikationsunion (ITU) diskuterede ligeledes kulturel mangfoldighed på verdenskonferencen om informationssamfundet (WSIS), som blev afholdt i Genève i 2003 og i Tunesien i 2005.

## EU henviser til konventionen
Europa-Rådet godkendte i 2007 en resolution om en europæisk kulturdagsorden, hvori det anføres, at Rådet For Den Europæiske Union henviser til bestemmelserne i UNESCOs konvention om beskyttelse og fremme af de kulturelle udtryksformers mangfoldighed. Således er et prioriteret aktionsområde ifølge resolutionen fremme og gennemførelse af UNESCO-konventionen – blandt andet i forhold til at “udvikle borgernes tværkulturelle kompetencer.”

## Kontaktpunkt
De lande, som har underskrevet konventionen, skal oprette et nationalt kontaktpunkt for UNESCOs konvention om kulturel mangfoldighed. Nogle lande har valgt at lægge kontaktpunktet hos UNESCO-nationalkommissionen, andre hos et ministerium. I blandt andet Østrig anvendes en model, hvor både offentlige og private institutioner og organisationer samarbejder om at være nationens kontaktpunkt. I Danmark er det besluttet, at en fuldmægtig i Kulturministeriet skal udgøre det nationale kontaktpunkt.

## Afrapportering
Landene forpligter sig ved ratificeringen af konventionen til løbende at følge op på den og aktivt at sørge for, at den implementeres. Desuden er landene forpligtet til hvert fjerde år at afrapportere til UNESCO om hvordan det går med implementeringen. Danmark bliver et af de første lande, som skal rapportere om konventionens implementering. Deadline er den 30. april 2012, og det er kontaktpunktets opgave at udarbejde denne rapport. Der er lavet en ret omfattende model for rapporteringen, som har titlen "Framework for quadrennial periodic reports on measures". 

## Det Mellemstatslige Udvalg
Det Mellemstatslige Udvalg (The Intergovernmental Committee, IGC) er konventionens styregruppe. Den har i 2011 lavet retningslinjer (‘operational guidelines’) for hvordan konventionens paragraffer kan fortolkes.
(Dog har man undladt at tage stilling til §20 og §21. Disse paragraffer omhandler forholdet til andre internationale konventioner og aftaler, og det var dem, som var de vanskeligste at forhandle på plads i 2005.) 
De væsentligste drøftelser foregår i IGC, som forbereder de såkaldte Partskonferencer om konventionen. 
På Partskonferencen i Paris i juni 2011 blev det diskuteret, hvorvidt der skulle udnævnes en stribe offentlige ambassadører for konventionen, men det blev afvist og i stedet blev det lagt over til de enkelte medlemsstater at promovere konventionens implementering. Det blev også afvist at bruge penge på at lave et særligt emblem for konventionen.

## Konventionens fond
Konventionen har oprettet en fond, som støtter tredje verden landes implementering. Den har kun meget få midler. Danmark har i 2008 givet et engangsbeløb på 200.000 kroner til fonden.

## Tidslinje
1995
FN-generalsekretær Javier Perez de Cuéllar præsenterer FN-rapporten 'Our Creative Diversity'. Rapporten beskæftiger sig med forholdet mellem kulturpolitik og udviklingspolitik og undersøger, hvordan en ny kulturpolitik kunne se ud i forhold til den globale udvikling. Rapporten opfattes som banebrydende for det internationale kultursamarbejde og refereres ofte til som 'Cuéllar-rapporten'.
2000
UNESCO udgiver i oktober sin anden 'World Culture Report' der har overskriften: 'Cultural Diversity, Conflict and Pluralism'. Rapporten er på 28 sider og indeholder desuden en CD-R med titlen 'Guide to Cultural Resources on the Web'
2001
På UNESCOs 31. generalkonference i oktober vedtages en 'Universel deklaration om kulturel mangfoldighed'. 
2002
I Danmark arrangerede Center for Kultur og Udvikling en konference om kulturel mangfoldighed i København den 29. november 2002. 
2003 
På UNESCOs 32. generalkonference i oktober bliver deklarationen om kulturel mangfoldighed fulgt op med en beslutning om, at UNESCO skal udarbejde en konvention om beskyttelse af kulturel mangfoldighed. 
2005 
På UNESCOs 33. generalkonference i oktober bliver konventionen vedtaget i Paris med 148 stemmer for og to imod (USA og Israel) – fire lande undlod at stemme (Australien, Honduras, Nicaragua og Liberia). I alt er 48 lande repræsenteret ved konferencen i Paris. 
2006 
Danmarks kulturminister Brian Mikkelsen ratificerer konventionen i december 2006
2007 
I alt 55 lande ratificerer konventionen den 18. marts 2007, hvorefter den tråder i kraft. Konventionen får titlen: 'UNESCOs konvention om beskyttelse og fremme af de kulturelle udtryksformers mangfoldighed' (på engelsk: 'Convention on the protection and promotion of the Diversity of Cultural Expressions’)
Statens Kunstråd udgav i januar 2007 en inspirationsrapport skrevet af Trevor Davies, som satte fokus på kulturel mangfoldighed.
2011
I alt 118 lande havde ratificeret konventionen i august 2011.

## Eksterne kilder og henvisninger
1. ↑  Om konventionen (Webside ikke længere tilgængelig)
2. ↑  Nationalt kontaktpunkt

- Konventionsteksten Arkiveret 4. marts 2016 hos  Wayback Machine på dansk (PDF)
- Den danske UNESCO-nationalkommision Arkiveret 19. august 2011 hos  Wayback Machine

### Kontakter i Danmark
- Danmarks kontaktpunkt for UNESCOs konvention om kulturel mangfoldighed findes hos kulturministeriets departement hos fuldmægtig Annette Kornerup
- Dansk Kunstnerråd Arkiveret 26. juli 2011 hos  Wayback Machine har oprettet en gruppe, som følger og rapporterer om implementeringen af UNESCOs konvention for kulturel mangfoldighed, både nationalt og internationalt.